# Aucamville (Tarn y Garona)
 Aucamville  es una población y comuna francesa en la región de Mediodía-Pirineos, departamento de Tarn y Garona, en el distrito de Montauban y canton de Verdun-sur-Garonne.

## Demografía
| 727 | 699 | 691 | 720 | 744 | 790 |
| Para los censos de 1962 a 1999 la población legal corresponde a la población sin duplicidades (Fuente: INSEE [Consultar]) |     |     |     |     |     |

## Monumentos

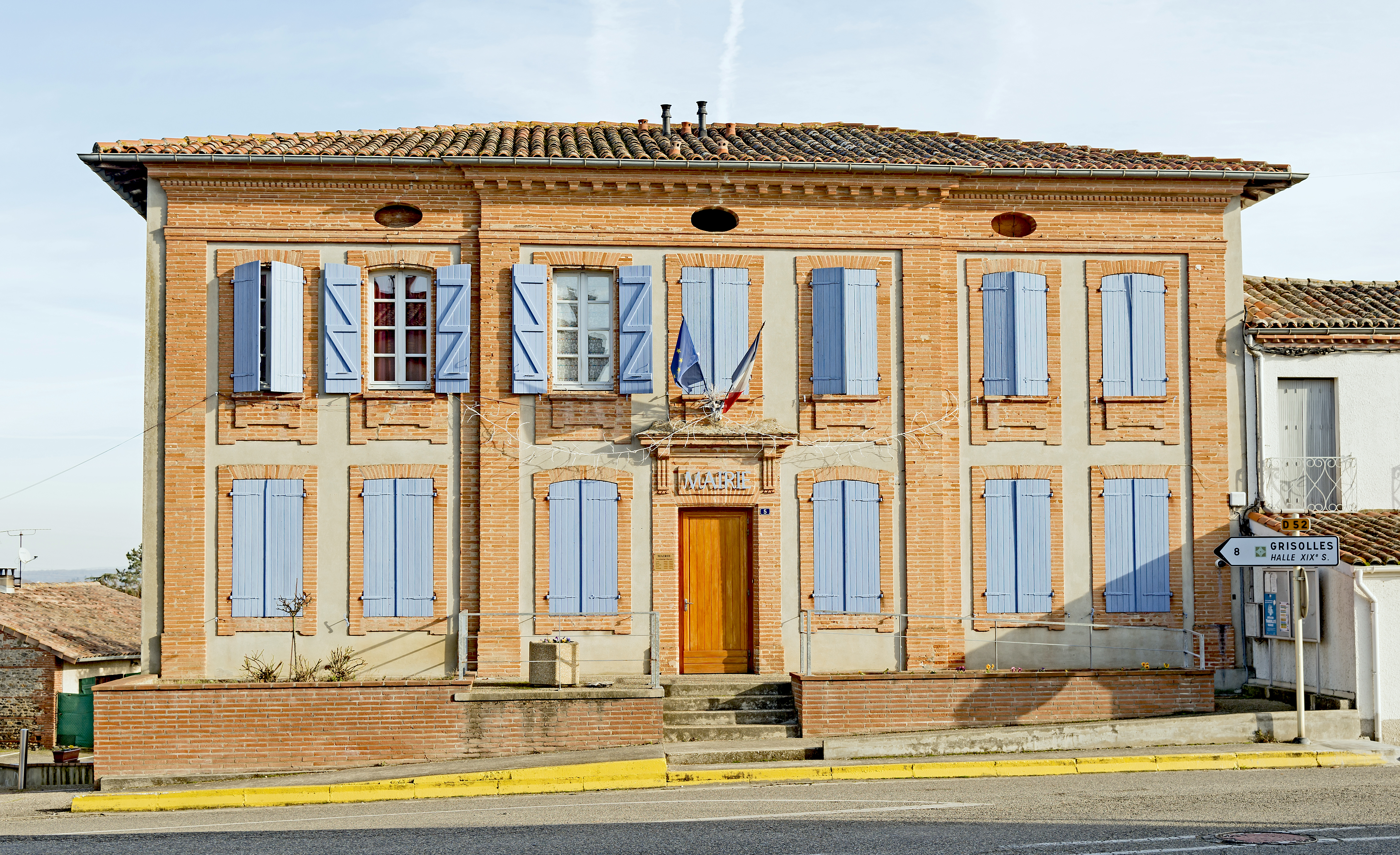
El ayuntamiento.
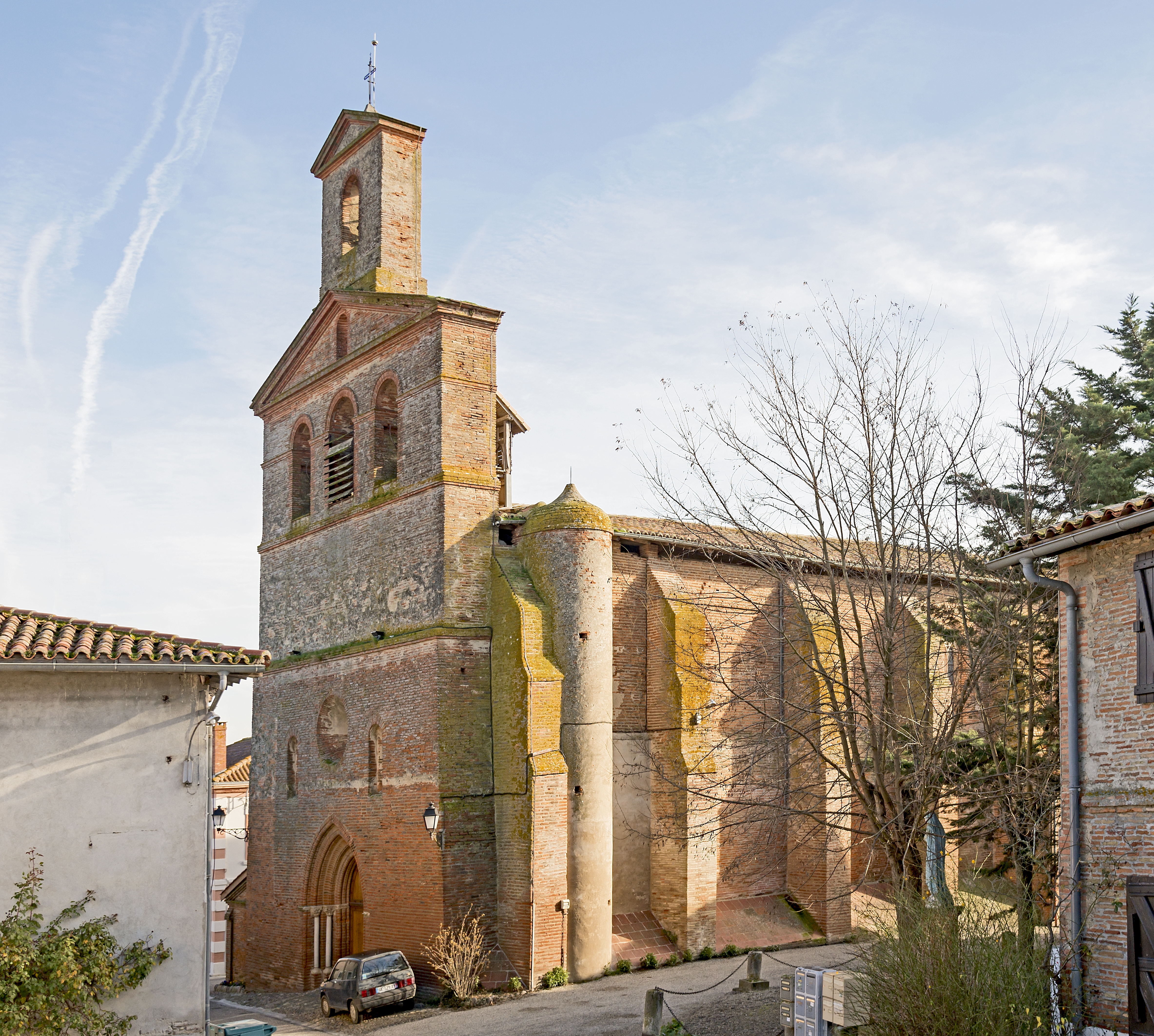
Iglesia Saint-Martin
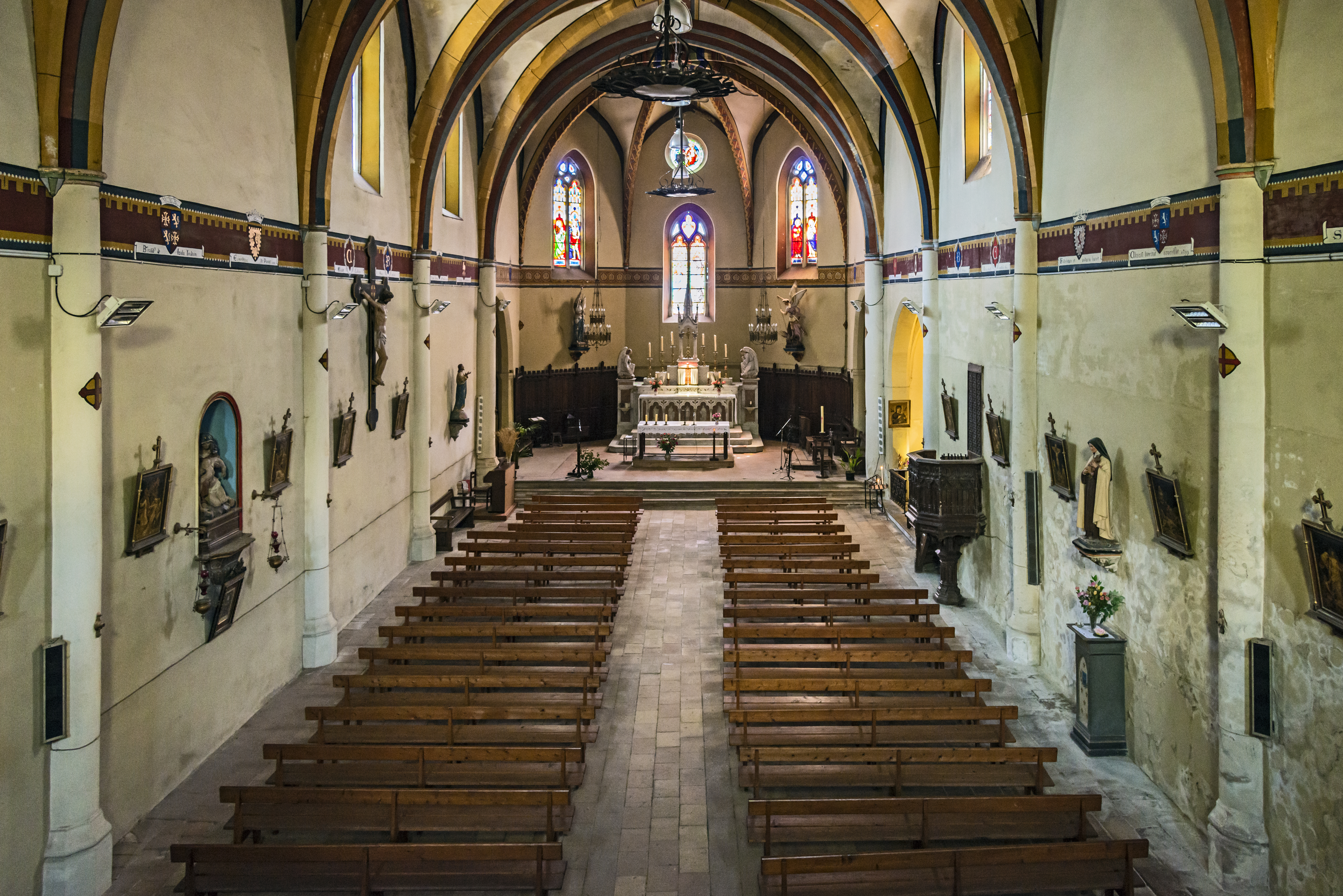
Iglesia Saint-Martin
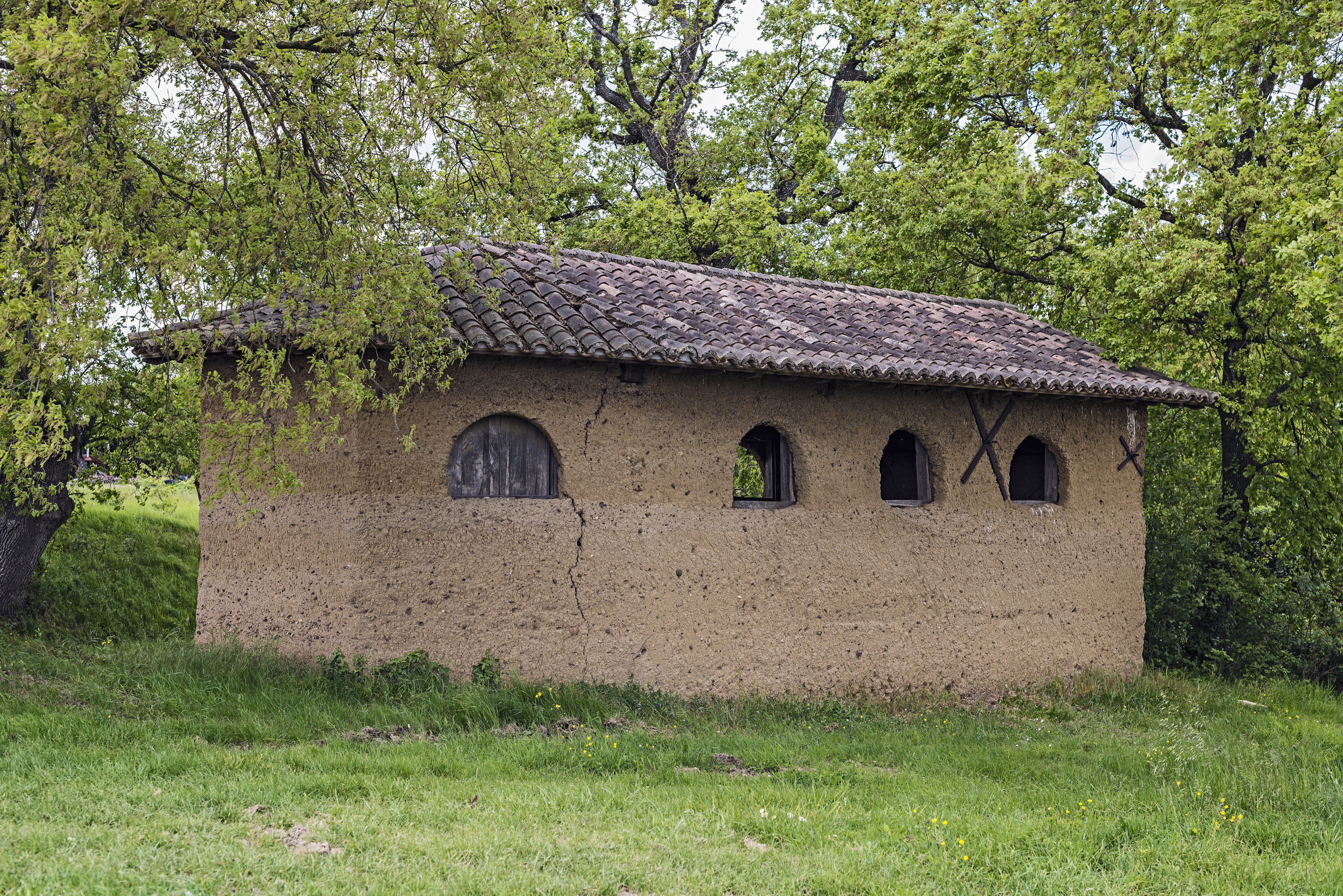
Capilla Saint-Jean-Baptiste
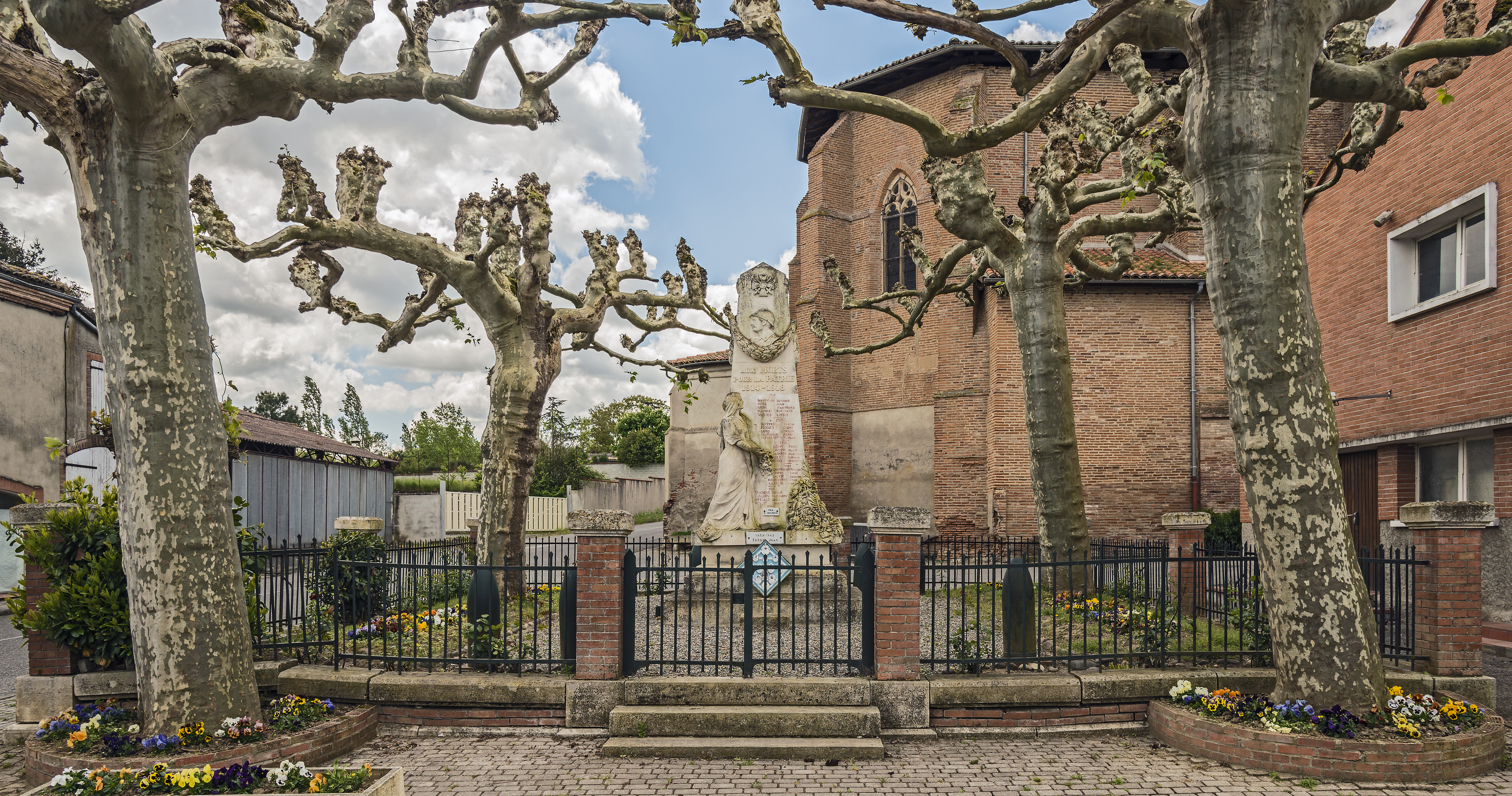
Monumento a los caídos